# 博爾蘇基 (赫梅利尼茨基州)
48°42′53″N 27°10′19″E / 48.71472°N 27.17194°E
博爾蘇基（羅馬化：Borsuky）是烏克蘭西部的村莊，隸屬赫梅利尼茨基州的卡緬涅茨-波多利斯基區。該村始建於1443年，面積2.85平方公里，海拔高度267米，2001年人口712。